# Полдинг (округ, Огайо)
Округ Полдинг (англ. Paulding County) располагается в штате Огайо, США. Официально образован в 1820 году. По состоянию на 2010 год, численность населения составляла 19 614 человек.

## География
По данным Бюро переписи США, общая площадь округа равняется 1 084,823 км2, из которых 1 078,581 км2 суша и 6,242 км2 или 0,580 % это водоёмы.

## Население
По данным переписи населения 2000 года в округе проживает 20 293 жителей в составе 7 773 домашних хозяйств и 5 689 семей. Плотность населения составляет 19,00 человек на км2. На территории округа насчитывается 8 478 жилых строений, при плотности застройки около 8,00-ми строений на км2. Расовый состав населения: белые — 95,85 %, афроамериканцы — 0,96 %, коренные американцы (индейцы) — 0,29 %, азиаты — 0,15 %, гавайцы — 0,01 %, представители других рас — 1,41 %, представители двух или более рас — 1,33 %. Испаноязычные составляли 0,00 % населения независимо от расы.
В составе 34,10 % из общего числа домашних хозяйств проживают дети в возрасте до 18 лет, 60,90 % домашних хозяйств представляют собой супружеские пары проживающие вместе, 8,10 % домашних хозяйств представляют собой одиноких женщин без супруга, 26,80 % домашних хозяйств не имеют отношения к семьям, 23,00 % домашних хозяйств состоят из одного человека, 10,30 % домашних хозяйств состоят из престарелых (65 лет и старше), проживающих в одиночестве. Средний размер домашнего хозяйства составляет 2,59 человека, и средний размер семьи 3,06 человека.
Возрастной состав округа: 26,80 % моложе 18 лет, 8,60 % от 18 до 24, 28,00 % от 25 до 44, 24,00 % от 45 до 64 и 24,00 % от 65 и старше. Средний возраст жителя округа 36 лет. На каждые 100 женщин приходится 96,70 мужчин. На каждые 100 женщин старше 18 лет приходится 95,40 мужчин.
Средний доход на домохозяйство в округе составлял 40 327 USD, на семью — 45 481 USD. Среднестатистический заработок мужчины был 35 809 USD против 21 965 USD для женщины. Доход на душу населения составлял 18 062 USD. Около 4,90 % семей и 7,70 % общего населения находились ниже черты бедности, в том числе — 9,50 % молодежи (тех, кому ещё не исполнилось 18 лет) и 7,10 % тех, кому было уже больше 65 лет.